# Красненский сельсовет (Красноярский край)
Кра́сненский сельсове́т — муниципальное образование (сельское поселение) в Балахтинском районе Красноярского края. Административный центр — деревня Красная.

## География
Красненский сельсовет находится южнее административного центра района. Удалённость административного центра сельсовета — деревни Красная от районного центра — посёлка Балахта составляет 11 км.

## История
Выделен в 1989 году из Балахтинского поссовета.
Красненский сельсовет наделён статусом сельского поселения в 2005 году.

## Население
| 2010 | 2012 | 2013 | 2014 | 2015 | 2016 | 2017 |
| ---- | ---- | ---- | ---- | ---- | ---- | ---- |
| 704  | ↘694 | ↘670 | ↘658 | ↘646 | ↘638 | ↘624 |
| 2018 | 2019 | 2020 | 2021 |      |      |      |
| ↗625 | ↘621 | ↗623 | ↘617 |      |      |      |

Гендерный состав
По данным Всероссийской переписи населения 2010 года 334 мужчины и 370 женщин из 704 чел.

## Состав сельского поселения
В состав сельского поселения входят 2 населённых пункта:
| № | Населённый пункт | Тип населённого пункта          | Население |
| - | ---------------- | ------------------------------- | --------- |
| 1 | Безъязыково      | деревня                         | ↘190      |
| 2 | Красная          | деревня, административный центр | ↘514      |